# Кузин, Михаил Ильич
Михаи́л Ильи́ч Ку́зин (25 октября 1916, с. Мучкап, Тамбовская губерния — 12 мая 2009, Москва) — хирург, учёный и клиницист. Академик РАМН, доктор медицинских наук, профессор. Главный хирург Минздрава СССР (1965—1988). Директор Института хирургии имени А. В. Вишневского (1976—1988). Герой Социалистического Труда, лауреат двух Государственных премий СССР (1985, 1988).

## Биография
Родился 25 октября 1916 года в селе Мучкап Тамбовской губернии, в семье крестьянина. Отец — Кузин Илья Никифорович (1877—1974). Мать — Кузина Дарья Фоминична (1888—1948).
В школе проявил интерес к биологии и медицине. После окончания семилетки продолжил обучение на Кирсановском медицинском рабфаке Воронежского медицинского института. В 1935 году, после успешного окончания одного курса института, он направлен в Военно-медицинскую академию в Ленинград. Там учился у таких учёных, как Л. А. Орбели, В. Н. Шевкуненко, В. Н. Тонков, М. И. Аринкин, В. И. Воячек, Н. Н. Еланский, Н. Н. Аничков, Н. Н. Савицкий, В. П. Осипов, С. С. Гирголав, П. А. Куприянов.
В годы учёбы приобщился к научной работе на кафедре хирургии, руководимой Н. Н. Еланским. Зимой 1939—1940 года, будучи слушателем 5-го курса, он принимал участие в советско-финляндской войне в качестве врача стрелкового батальона, где ему часто приходилось оказывать помощь раненым непосредственно на поле боя. Во фронтовой обстановке он встретился со своим учителем — Н. Н. Еланским. Эта встреча дала импульс для научной работы после окончания военных действий. В 1940 году М. И. Кузин с отличием оканчивает Военно-медицинскую академию и получает приглашение Н. Н. Еланского поступить на кафедру военно-полевой хирургии в качестве адъюнкта (аспиранта).
Однако специализация в клинике продолжалась недолго. На второй день после начала Великой Отечественной войны отправился на Северо-Западный фронт. До середины 1943 года работал хирургом в медсанбате, преимущественно на передовом пункте, затем назначен командиром операционно-перевязочного взвода. В этом же году был направлен на четырёхмесячную специализацию в Институт нейрохирургии, а по возвращении занял должность начальника нейрохирургического отделения госпиталя, затем его главного хирурга, проводил операции на головном и спинном мозге раненых. В этом госпитале прослужил до конца войны. Победу встретил на Забайкальском фронте.
Во время передышек между боями собирал материал для будущей кандидатской диссертации. Проведением ранних операций на спинном мозге ему удалось опровергнуть прежнее представление о целесообразности хирургического вмешательства лишь в тыловом госпитале. Раннее же оперативное вмешательство — удаление осколков, сломанных дужек позвонков, ранняя декомпрессия спинного мозга позволяли сохранить спинной мозг от полного разрушения, улучшить функциональные результаты. Диссертация на тему: «Хирургическая помощь раненным в позвоночник и спинной мозг во фронтовом эвакогоспитале» была защищена им после возвращения в Военно-медицинскую академию после окончания адъюнктуры в 1947 году.
С 1948 по 1951 год продолжил подготовку как докторант военного факультета при Центральном институте усовершенствования врачей с прикомандированием для выполнения работы на кафедру факультетской хирургии имени Н. Н. Бурденко 1-го Московского медицинского института. Здесь он выполнил клинико-экспериментальную работу, в которой сопоставил клинические данные, полученные в результате изучения последствий катастрофического землетрясения в Ашхабаде (1947), с многочисленными опытами по выяснению патогенеза, клиники и лечения синдрома длительного раздавливания. Он убедительно показал, что при этом происходит взаимодействие болевого фактора, плазмопотери вследствие отёка повреждённых тканей и токсемии (ишемический некроз мышц, поступление в организм токсических продуктов). В сочетании этих факторов кроется основная причина острой почечной недостаточности и, как правило, летального исхода при несвоевременно оказанной лечебной помощи.
С 1951 по 1953 год работал старшим преподавателем на кафедре военно-полевой и клинической хирургии военного факультета при Центральном институте усовершенствования врачей (ЦИУВ), затем два года был старшим офицером в 6-м управлении Генштаба Министерства обороны, принимал участие в изучении последствий воздушных взрывов атомных бомб во время учений в Тоцких лагерях и на полигоне.
В 1954 году защитил докторскую диссертацию на тему: «Клиника, патогенез и лечение синдрома длительного раздавливания». Основные положения этой работы остаются справедливыми и актуальными до настоящего времени. Эта работа некоторое время оставалась закрытой, и только в 1959 году было получено разрешение на её опубликование в сокращённом виде.
С 1955 по 1958 год снова работал на военном факультете при ЦИУВ. Полковник медицинской службы.
После демобилизации в 1958 году он прошёл по конкурсу на должность доцента факультетской хирургической клиники имени Н. Н. Бурденко 1-го Московского медицинского института, а в 1959 году был утверждён профессором этой кафедры. После смерти своего учителя — Н. Н. Еланского в 1964 году стал заведовать этой кафедрой и не покидал её до 1990 года.
В 1966—1974 годах — ректор 1-го Московского медицинского института имени И. М. Сеченова, а в 1976—1988 годах работал директором Института хирургии имени А. В. Вишневского. Одновременно с этим на общественных началах он был главным хирургом Минздрава СССР.
Владел английским, французским и немецким языками. Любил классическую музыку. Жил и работал в Москве.

Умер 12 марта 2009 года. Похоронен в Москве на Троекуровском кладбище.

### Семья
Супруга — Кузина Галина Петровна (1924—2020). Сын — Кузин Николай Михайлович (род. 1951 — 2.12.2013), хирург онколог-гастроэнтеролог, с 1990 по 1998 гг. возглавлял кафедру факультетской хирургии Московской медицинской академия им. И. М. Сеченова, профессор. Внучка — Кузина-Касян Виктория Николаевна (род. 1979).

## Заслуги
В этот период проявился талант М. И. Кузина как организатора научных исследований, учёного с широким диапазоном научных интересов в различных областях хирургии. Он много работал в торакальной хирургии, в частности, изучал возможности улучшения результатов оперативного лечения рака лёгкого. Результаты этой работы обобщены в монографии «Пути улучшения оперативного лечения рака лёгкого» (1971). Опыт лечения острых гнойных заболеваний лёгких отражён в монографиях «Острая эпиема плевры» (1976) и «Лечебная гимнастика в грудной хирургии» (1984).
Коллектив неврологов и хирургов, объединённый М. И. Кузиным, приобрёл опыт оперативного лечения больных с миастенией (оперировано свыше 2 тысяч больных). Этот опыт обобщён в изданной в 1996 году монографии «Миастения».
Совместно с коллективом сотрудников Института хирургии имени А. В. Вишневского разработана методика диагностики и лечения лёгочных кровотечений с помощью эмболизации бронхиальных артерий (монография «Внутрисосудистая лёгочная хирургия», 1985). М. И. Кузин занимался также вопросами обезболивания. Им совместно с сотрудниками кафедры и Института хирургии разработана методика электромедикаментозной анестезии и опубликована монография «Электронаркоз в хирургии» (1966). Метод получил применение в ряде клиник, в том числе во Франции. Изучены особенности стероидного наркоза («Стероидный наркоз», 1969) и нейролептаналгезии («Нейролептаналгезия в хирургии», 1976). Придавая важное значение местному обезболиванию, М. И. Кузин совместно с А. С. Харнас опубликовал на русском и английском языках монографию «Местная анестезия по методу А. В. Вишневского».
Работы М. И. Кузина в области военно-полевой хирургии, начатые ещё на фронте и продолженные после войны, хорошо известны в отечественной практике. Наряду с изучением эффективности ранних операции при огнестрельных ранениях спинного мозга и позвоночника, изучения клиники, патогенеза и лечения пострадавших с синдромом длительного раздавливания, во время работы в Институте хирургии имени А. В. Вишневского он усовершенствовал первичную и повторную хирургическую обработку ран, разработал методику лечения их в локальных изоляторах с управляемой воздушной средой, в аэротерапевтических изоляторах с ламинарным потоком воздуха, вместе с инженерами наладил их производство на Одесском заводе. Он много уделил внимания хирургической, особенно неклостридиальной анаэробной инфекции, её диагностике и лечению. В Институте хирургии под его руководством накоплен большой материал по диагностике, интенсивной терапии и лечению сепсиса. Результат этой коллективной работы отражён в монографии «Раны и раневая инфекция», выдержавшей два издания (1981, 1990).
По инициативе М. И. Кузина в ожоговом отделении Института имени А. В. Вишневского радикально изменили подход к лечению ожогов III—IV степени. Впервые в стране им организовано лечение обширных ожогов с использованием «Клинитрона» — специальной кровати с подачей стерильного подогретого воздуха. Начаты клинические испытания пересадки на обожжённую поверхность культуры ткани эпителия больного. Совместно с инженерами созданы аэротерапевтические установки для лечения ран и ожогов в регулируемой среде и налажено их серийное производство. Цикл работ, посвящённых лечению ран и ожогов, удостоен Государственной премии в 1985 году.
Значительный вклад внесён М. И. Кузиным в развитие хирургии желудка и язвенной болезни. В 1950-60-х годах интенсивно разрабатывались методы применения сшивающих аппаратов при гастрэктомии и резекции желудка, совершенствовались методы оперативного лечения язвенной болезни желудка и 12-перстной кишки. В конце 1970-х годов в клинике, благодаря изучению отрицательных сторон резекции, М. И. Кузин рекомендовал шире применять для лечения язвенной болезни 12-перстной кишки органосберегающие операции, то есть различные виды ваготомии. Была разработана методика расширенной селективной проксимальной ваготомии, позволившей увеличить частоту полной ваготомии и снизить число рецидивов язвы. Цикл работ по этой тематике был удостоен Государственной премии в 1988 году.
Много внимания было уделено развитию диагностики и лечению заболеваний поджелудочной железы, печени, жёлчных путей. По этой тематике была опубликована монография «Хронический панкреатит» (1987), а в 1991 году выпущен «Атлас по компьютерной томографии органов брюшной полости».
Выступления М. И. Кузина на заседаниях Общества хирургов Москвы и Московской области, которым он руководил более 16 лет (1976—1992), отличались яркостью, строгой аргументацией, чёткостью изложения научного материала. Он избран почётным членом Московского и Всероссийского общества хирургов. В 1993 году он был избран почётным членом Международного общества хирургов. М. И. Кузин избран членом-корреспондентом АМН СССР (1969), её действительным членом (1975), иностранным членом Французской национальной академии медицины (1974), почётным членом Королевского колледжа хирургов (Ирландия, 1985), почётным членом Американского общества «Хирургия травмы» (1985).
Многогранна и общественная деятельность М. И. Кузина:
- В течение 20 лет он был председателем Общества дружбы СССР-Ирландия.
- Неоднократно выступал с лекциями, докладами на конгрессах и в университетских аудиториях США, Канады, ФРГ и ГДР.
- Университет города Хиросима избрал М. И. Кузина почётным доктором.
- Он был одним из организаторов и сопредседателем Международного движения «Врачи мира за предотвращение ядерной войны», активная и весьма плодотворная работа которой в 1985 году была удостоена Нобелевской премии мира.

До 2009 года М. И. Кузин продолжал активно работать консультантом факультетской хирургической клиники, принимает участие в научной и преподавательской деятельности. Им подготовлено большое количество врачей и научных сотрудников, в том числе 42 доктора наук и более 60 кандидатов медицинских наук. М. И. Кузиным опубликовано 20 монографий и более 500 научных статей.

## Награды
В 1986 году М. И. Кузин удостоен звания Героя Социалистического Труда.
Ордена
- два ордена Ленина
- орден Октябрьской Революции
- орден Красного Знамени
- орден Трудового Красного Знамени
- два ордена Отечественной войны II степени
- два ордена Красной Звезды
- Орден Государственного флага (КНДР) за подготовку кадров для КНДР

Медали
- «За боевые заслуги»
- «За победу над Германией»
- «За победу над Японией» и др.

Премии
- Государственная премия СССР (1985)
- Государственная премия СССР (1988)